# Thompson (Connecticut)
Thompson è un comune di 9.345 abitanti degli Stati Uniti d'America, situato nella Contea di Windham nello Stato del Connecticut.

## Geografia
Thompson ha un territorio che presenta un paesaggio collinare e lacustre, con aree interessate da stagni, tra i più noti il Little Pond e Long Pond, oltre a due laghi principali: il West Thompson Lake e il Quaddick Reservoir. Il comune è inoltre attraversato dai fiumi di piccole dimensioni, tra cui il French River e il Five Mile River, che conflluiscono nel fiume Quinebaug.